# سيرغي سوكولوف
سيرغي سوكولوف (بالروسية: Соколов, Сергей Вадимович)‏ هو لاعب كرة قدم روسي وأذربيجاني في مركز الدفاع، ولد في 12 مارس 1977 في ستافروبول في روسيا. شارك مع منتخب أذربيجان لكرة القدم. أما مع النوادي، فقد لعب مع دينامو ستافروبول ونادي قبله ونادي قره باغ ونادي كاباز.

## وصلات خارجية
- سيرغي سوكولوف على موقع الاتحاد الدولي (مؤرشف)  (الإنجليزية)
- سيرغي سوكولوف على موقع الاتحاد الأوربي (الإنجليزية)
- سيرغي سوكولوف على موقع قاعدة بيانات كرة القدم.إي يو (الإنجليزية)
- سيرغي سوكولوف على موقع ناشيونال فوتبول تيمز (الإنجليزية)
- سيرغي سوكولوف على موقع عالم كرة القدم.نت (الإنجليزية)